# تاریخچه هوانوردی ایران ۱۳۲۴ - ۱۲۵۶

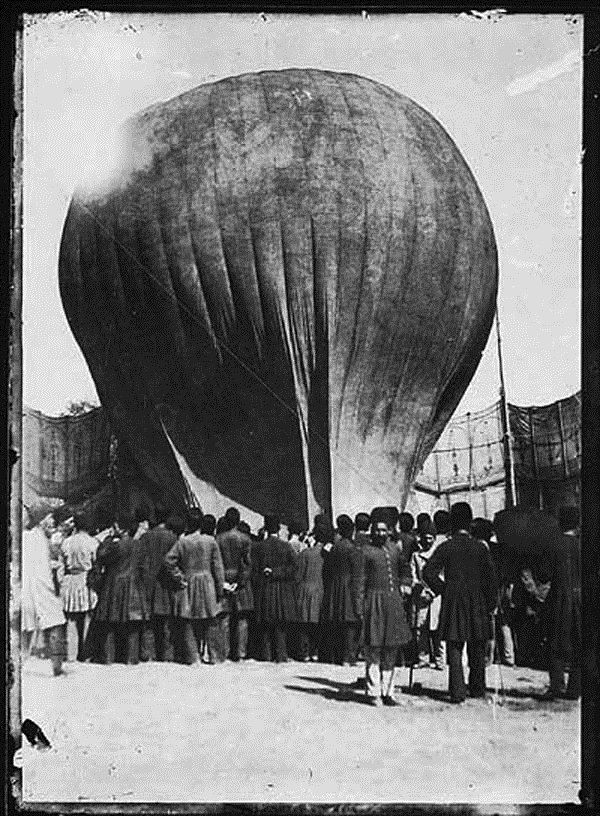
اولین بالون در تهران

تاریخچه هوانوردی ایران برمی‌گردد به ورود اولین بالون در زمان ناصرالدین‌شاه قاجار توسط دو مرد فرانسوی و آمریکایی که با آن در تبریز و تهران پروازهای نمایشی انجام دادند. ناصرالدین شاه در خاطرات خود نوشته: روز ۳ فروردین ۱۲۵۶ دو بالون به آسمان رفت. ما بودیم در بالای شمس‌العماره، کل تهران هم از زن و مرد روی بام‌ها و کوچه‌ها و غیره بودند. بالون اولی قرمز رنگ بود، هوا رفت، اما کم و افتاد در باغ سپهسالار . بعد بالون سفید باد شد، این دفعه بالون بسیار خوب هوا رفت، نیم ساعت درست روی آسمان شهر ایستاده بود، خلاصه خیلی خیلی تماشا داد. هیچ وقت همچه تماشا مردم نکرده بودند. (توضیح: در منابع غیر ایرانی تاریخ ورود اولین بالون به ایران ۱۸۹۱ اعلام شده)
مظفرالدین شاه، پادشاه بعدی ایران در سفر به فرنگ یک بالون خریده بود اما از آن استفاده نکرد تا زمانی که محمد علی میرزا وارث تاج و تخت او شد. جنگ مشروطه خواهان با محمد علی میرزا بالا گرفت. یکی از سران نظام پیشنهاد کرد برای سرکوب مشروطه خواهان از بالون استفاده کنند. اما وقتی بالون را باز کردند معلوم شد که توسط موش‌ها جویده شده.

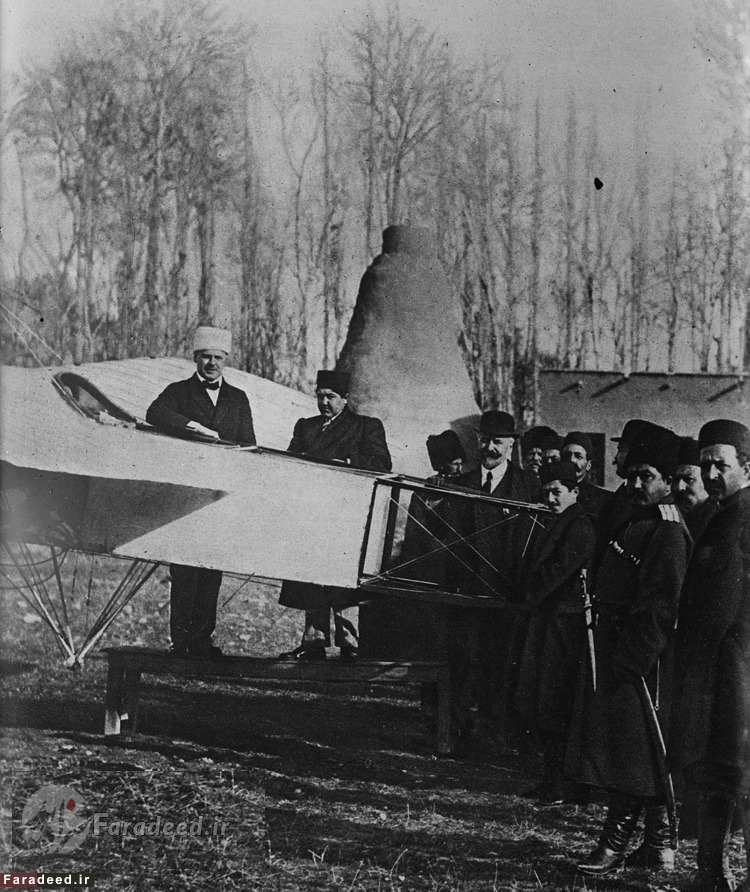
احمدشاه بهمراه خلبان و هواپیمای بلریو ۱۱

سال‌ها گذشت و هواپیما توسط برادران رایت اختراع شد، اما از زمان اختراع تا ورود اولین هواپیما به ایران حدوداً ۱۰ سال سپری شد تا اینکه ۱۲ دی ماه ۱۲۹۲نخستین هواپیما در آسمان تهران دیده شد. اولین هواپیمایی که وارد ایران شد یک بلریو ۱۱ بود که از طریق کشتی به بندر انزلی انتقال داده شد. خلبان کوزمینسکی پس از سرهم کردن قطعات آن به سمت تهران پرواز و با زحمت فراوان در میدان مشق فرود آمد اما در حین فرود آسیب دید که توسط تکنسین‌های ارتشی تعمیر شد. میدان مشق محل مناسبی برای پرواز مجدد نبود و خلبان روسی، هواپیما را زمینی به محله قصرقجر منتقل و بعد از گرفتن پول از مردم پروازهای نمایشی انجام داد. ماجرا به گوش احمدشاه قاجار رسید و به همراه خلبان با هواپیما عکس یادگاری گرفت که بعدها در روزنامه ایلوستراسیون فرانسه منتشر شد. این هواپیما بعد از چند روز به روسیه بازگشت. (توضیح: در منابع ایرانی عنوان شده که هواپیما سقوط کرد)
پائیز ۱۲۹۸ دولت قاجار برای اداره امنیه خود درخواست یک هواپیمایی نظامی از نیروی هوایی سلطنتی بریتانیا کرد که در بین‌النهرین پایگاه نظامی داشت، اما بریتانیا موافقت نکرد. به دلیل ضعف دولت در زمان قاجار، دو قدرت بزرگ روس و بریتانیا به روش‌های مختلف در کشور حضور می‌یافتند که یکی از این روش‌ها حضور نظامی بود. اردیبهشت ۱۲۹۹ تعدادی از هواپیماهای روس در سواحل دریای خزر فرود آمدند و در همان سال یک هواپیمای نظامی بریتانیا به بوشهر آمده بود.
بعد از کودتای سوم اسفند ۱۲۹۹، رضاخان (به‌عنوان وزیر جنگ) شروع به نوسازی ارتش و کم کردن نفوذ نیروهای خارجی کرد. در بهار سال ۱۳۰۰ هواپیماهای روس و هواپیمای بریتانیا در پائیز از ایران خارج شد. یک هواپیمای خراب روس که در رشت رها شده بود با انتقال به تهران، توسط یک ارمنی بنام نیکولا که مدتی را در آمریکا زندگی کرده بود، تعمیر شد. اطلاعات بیشتری از مدل این هواپیما یا نحوه استفاده از آن وجود ندارد و فقط می‌توان گفت اولین هواپیمای جنگی ایران به‌حساب می‌آمد؛ اما در مرداد ۱۳۰۲ طی یک سانحه دچار آتش‌سوزی شد.

## اولین خلبان ایران
- خلبان مرد

محمدتقی خان پِسیان، معروف به کلنل محمدتقی خان، نخستین خلبان مرد ایرانی بود. بعد از انتصاب وی به فرماندهی گردان همدان، جنگ جهانی اول آغاز شد. با حمله روسیه به همدان به کرمانشاه عقب‌نشینی کرد و پس از این ناکامی از فرماندهی قوا کناره‌گیری و به آلمان رفت. در آنجا تحصیلات نظامی را ادامه داد و در نیروی هوایی آلمان (لوفت‌وافه) تحصیل کرد. با پایان گرفتن جنگ جهانی اول به ایران بازگشت و به فرماندهی ژاندارمری خراسان منصوب شد. با حمله کردهای قوچان به بجنورد، کلنل برای دفع تهاجم آن‌ها شبانه با گروهی از افسران و ژاندارم‌ها به سوی قوچان شتافت اما در حالی که محاصره شده بود تا آخرین فشنگی که داشت جنگید و ۹ مهر ۱۳۰۰ کشته شد. او در مجموعهٔ باغ نادری مشهد در کنار قبر نادرشاه افشار به خاک سپرده شد. عارف قزوینی در تشییع جنازهٔ او شعری برای وی سرود:
| این سر، که نشان سرپرستی‌ست |  | امروز رها ز قید هستی‌ست |
| با دیدهٔ عبرتش ببینید      |  | کاین عاقبت وطن‌پرستی‌ست  |

- خلبان زن

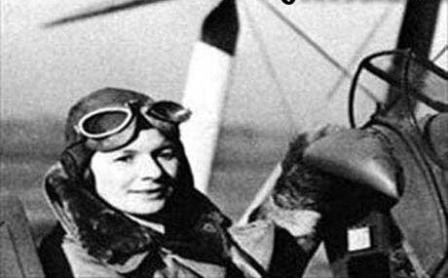
عفت تجارت‌چی

عفت تجارت‌چی پس از تأسیس باشگاه خلبانی در ۱۳۱۷ به‌عنوان کارآموز نام‌نویسی کرد. همزمان با عفت تجارت‌چی دو زن دیگر بنام‌های آنیا آوشید و قدسیه فرخزاد در این دوره پذیرفته شدند. این سه زن که در آن زمان، ایراندخت و ایران‌بانو لقب گرفته‌اند به همراه سایر پذیرفته‌شدگان مرد برای آموزش به پایگاه هوایی دوشان‌تپه منتقل شدند. دوره‌های آموزشی با هواپیمای دونفرهٔ تک‌موتوره آغاز شد که دو روز در هفته با هواپیمای آموزشی تایگرمث در فرودگاه دوشان‌تپه برگزار می‌شد.
عفت تجارت‌چی آموزش خود را ۶ مهرماه ۱۳۱۸ آغاز کرده بود و پس از حدود یک سال آموزش، اولین پرواز مستقل خود را ۲۷ آبان‌ماه ۱۳۱۹ انجام داد. او دورِ فرودگاه به مدت ۱۵ دقیقه پرواز کرد و با موفقیت فرود آمد. با شروع جنگ جهانی دوم و بسته شدن باشگاه خلبانی، آموزش وی ناقص ماند. عفت تجارت‌چی در سال‌های میانیِ عمر به ادبیات و شعرسرایی روی آورد و دیوان برگ‌های پراکنده را در سال ۱۳۳۷ به چاپ رساند. او در ۱۹ فروردین ۱۳۷۸، یک روز پس از مرگ همسرش، درگذشت و در تهران به خاک سپرده شد.
آنیا آوشید اولین پرواز خود را پس از شش ماه آموزش در فرودگاه دوشان‌تپه انجام داد. با شروع جنگ جهانی دوم، آموزش وی ناقص ماند؛ اما باشگاه هواپیمائی کشوری در اردیبهشت ۱۳۲۱ فعالیت خود را دوباره آغاز کرد و آموزش‌ها از سر گرفته شد. او نخستین خلبان زن هواپیمای مسافربری در تاریخ پروازهای تجاری ایران است. آنیا آوشید در سال ۱۳۲۶ توسط شرکت هواپیمائی ایران استخدام شد و اولین پرواز خود را به‌عنوان کمک‌خلبان با هواپیمای داگلاس دی‌سی-۳ انجام داد؛ اما پس از مدت کوتاهی به دلیل نامعلومی این حرفه را ترک کرد.
قدسیه فرخزاد نیز از پیشگامان این حرفه بود و توانست مجوز پرواز با هواپیمای مسافربری را بگیرد. 

## اولین هواپیمای ایران

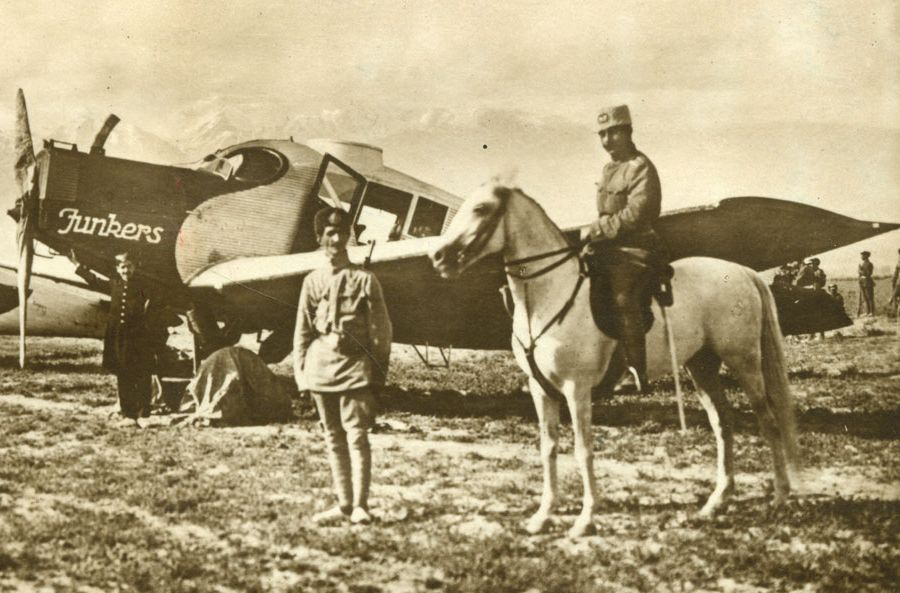
هواپیمای یونکرس F 13 در ایران

رضاخان (بعنوان وزیر جنگ) اهمیت قدرت هوایی در جنگ را متوجه شده بود و رضا میزانی را به عنوان مأمور مطالعه و بررسی جهت ایجاد نیروی هوایی منصوب کرد. دولت ابتدا در سال ۱۳۰۰ توسط سفیر خود در واشینگتن دی. سی. درخواست خرید هواپیما کرد، اما آمریکا به دلیل پیمان ورسای با این درخواست موافقت نکرد. در نتیجه ایران رو به کشورهای اروپایی کرد و آلمان، روسیه و فرانسه موافقت کردند. ابتدا از آلمان خریداری شد ولی بعد از هواپیماهای فرانسوی و روسی تحویل ایران شد.
از فرانسه شش فروند هواپیما از مدلهای: پاتز ۸، بمب افکن دو نفره برگه ۱۴ و آموزشی اسپاد ۴۲ با نظارت ژنرال امان‌الله میرزا جهانبانی خریداری شد. هواپیماها در ۴ بهمن ۱۳۰۲ با دو خلبان بنام Berhault و Gérard و دو مکانیک بنام Banel و Sigann به بندر بوشهر رسید اما پس از مونتاژ، یک هواپیما در تست پرواز آسیب دید. از پنج هواپیما باقی‌مانده ۴ فروند با کامیون به تهران منتقل شد و یک هواپیما توسط خلبان Berhault به تهران پرواز کرد. هواپیماها بنام‌های: تقدیر، عقاب، شاهین، هما، سیمرغ نامگذاری شدند.
از روسیه هواپیماهای R-1 و R-5 خریداری و ۲۲ اردیبهشت ۱۳۰۳ توسط دو خلبان بنام‌های Vasil'chenko و Lozovsky وارد تهران شد. رنگ آن‌ها خاکستری تیره بود و پرچم ایران با نشان شیر و خورشید روی بدنه داشت. هواپیماها در بندر انزلی به وزارت دفاع ایران با حضور رضاخان تحویل داده شد. در حالی که رضاخان درون کابین یکی از هواپیماها بود سفیر روس سخنرانی کرد و در مورد دوستی بین ایران و شوروی گفت که مورد تشویق مردم قرار گرفت. این هواپیماها به‌علت نبود سوخت هواپیما با بنزین خودرو از بندر انزلی به پرواز درآمد.
از آلمان دو فروند یونکرس F 13 خربداری شد. رضاخان (بعنوان نخست‌وزیر) از مردم خواست که برای خرید این هواپیماها پول جمع‌آوری کنند و مردم استان گیلان و مازندران منابع مالی را تأمین کردند. ۳۱ اردیبهشت و یکم خرداد این دو هواپیما که مجهز به اسلحه بر روی سقف بودند، توسط دو خلبان آلمانی به نام‌های Wasserthal و Mossbacher به تهران منتقل شدند. این هواپیماها بنام گیلان و مازندران نامگذاری شد.
در خردادماه سه هواپیمای روسی دیگر نیز وارد ایران شد که دو عدد از آنها، هواپیمای دو خلبانه آموزشی بود و در تیرماه یک هواپیمای یونکرس دو خلبانه دیگر نیز وارد ایران شد. آخرین هواپیما شهریور ۱۳۰۳ در بندر انزلی مونتاژ شد اما به دلیل بارندگی شدید دمونتاژ و با کامیون به تهران منتقل شد. قوانین سختگیرانه ای برای استفاده از نشان ملی ایرانی وجود نداشت و به‌طور معمول سه رنگ پرچم ایران بر روی بالها، سکان یا روی بدنه به صورت هلال رنگ آمیزی و شماره سریال هواپیماها نیز با اعداد فارسی زیر بال‌ها نوشته می‌شد. از هواپیماهای خریداری شده برای مقاصد نظامی و غیرنظامی استفاده شد. ۹ خرداد ۱۳۰۳ دو فروند برگه ۱۴ و یونکرس F 13 به بروجرد ارسال شدند تا مواضع شورشان بمباران شود اما در ۱۱ تیر R-1 جایگزین یونکرس F 13 شد و با ورود ۴۰۰ بمب ساخته شرکت آلمانی کروپ بمباران ادامه یافت. همچنین ۳ آذر ۱۳۰۳ دو فروند هواپیمای برگه ۱۴ و یونکرس F 13 به بندر دیلم جهت شرکت در عملیات فرستاده شدند. زمان بازگشت این هواپیماها در ۲۶ آذر ۱۳۰۳، خلبان Berhault در حالی که هواپیمای برگه ۱۴ را می‌راند ناپدید شد. بعداً او در اصفهان پیدا شد در حالی پس از سقوط سه هفته پیاده‌روی کرد تا به اصفهان برسد.
۲۷ آذر ۱۳۰۳ خلبان والتر میتل هولتسر با یک یونکرس A 20 آب‌نشین از زوریخ بسمت تهران پرواز کرد، اما به دلیل مشکلات دیپلماتیک حدوداً یک ماه در ترکیه توقف داشت و ۷ بهمن ۱۳۰۳ درحالی که چرخ برای هواپیما نصب کرد بود، به تهران رسید. این هواپیما بعد از نصب یک موتور جدید، توسط دولت خریداری شد. اردیبهشت ۱۳۰۴ شرکت یونکرس پیشنهاد جدیدی برای فروش دو مدل هواپیمای یونکرس A 20 و یونکرس H 21 داد، اما فقط مدل A 20 مورد موافقت ایران قرار گرفت و این هواپیما با پرواز از برلین ابتدا به مسکو و نهایتاً در آبان ۱۳۰۴ وارد بندر انزلی شد. همچنین یک مدل یونکرس F 13 آب‌نشین در تیر ۱۳۰۴ توسط دفتر جنگ تیپ شمال سفارش داده شده که برای گشت زنی در دریای خزر و حملات احتمالی ترکمن‌ها استفاده شد.

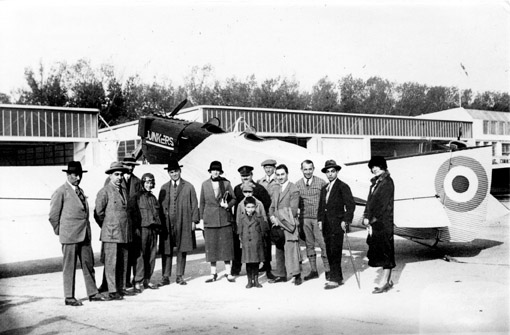
دومین هواپیمای دو نفره یونکرس A20 که به ایران تحویل شد. (این عکس قبل از تحویل در آلمان گرفته شد)

در ابتدای زمستان ۱۳۰۴ بجز یک فروند برگه که در بندر گز منتظر قطعه بود، موجودی هواپیماهای ایران:
دو فروند R-1 (نسخه کپی از هواپیمای DH.9 که توسط روسیه ساخته شده)
سه فروند U-1 (نسخه کپی از هواپیمای آورو ۵۰۴ که توسط روسیه ساخته شده)
دو فروند یونکرس F 13
یک فروند یونکرس A 20
دو فروند پاتز ۸
یک فروند اسپاد ۴۲
یک فروند برگه ۱۴
یک فروند A 20 در بندر انزلی و مابقی در تهران مستقر بودند. یک خلبان فرانسوی، دو آلمانی و دو روس، همچنین هفت مکانیک فرانسوی، آلمانی و روسی نیز در ایران بودند. بهمن ۱۳۰۴ خلبان روس Vasil'chenko شروع به آموزش خلبانی به سه افسر ایرانی کرد. در تبریز، همدان، شیراز، مشهد و بندرانزلی نیز آشیانه احداث شد. در مرداد ۱۳۰۴رضاخان (بعنوان نخست‌وزیر) از روس‌ها خواست تا سه فروند هواپیما در اختیار سه خلبان تازه آموزش دیده ایرانی قرار داده شود که روس‌ها به بهانه بی تجربه بودن آنها، ابتدا مخالفت کردند اما وزارت دفاع ۲۵ آذر ۱۳۰۴ سفارش خرید سه فروند R-2 (یک کپی از هواپیمای DH 9) داد و خلبانان ایرانی در دی ماه از باکو به سمت تهران پرواز کردند. بعد از پرواز یکی از آن‌ها دچار سانحه و مجبور به فرود در باکو شد. مابقی آن‌ها با اینکه فرودگاه قزوین وضعیت خوبی نداشت ابتدا در آنجا فرود آمدند و بعد از مدتی توقف در اسفند ماه به تهران رسیدند و هواپیمای آسیب دیده با کامیون به تهران منتقل شد. یک افسر بنام احمد نخجوان که برای آموزش به فرانسه فرستاده شده بود و تجربه ۲۰۰ ساعت پرواز داشت، مقرر شد به همراه سرهنگ یدالله اعظم زنگنه (پدر زن نادر جهانبانی) با یک فروند هواپیمای برگه ۱۹ خریداری شده از پاریس به تهران پرواز کند. اما هواپیمایش در نزدیکی قسطنطنیه آسیب دید ولی نهایتاً با یک برگه ۱۹ جدید، ۵ اسفند ۱۳۰۴ وارد تهران شد. سرهنگ احمد نخجوان به عنوان فرمانده نیروی هوایی منصوب شد و سعی کرد تا بین کارکنان فرانسوی، آلمانی و روس نظم و انضباط ایجاد کند. هفت محصل تحت آموزش در مدرسه پرواز برگه اویاسیون موفق نبودن و مدرسه تعطیل شده بود که گفتگوهای برای بازکردن یک مدرسه جدید با شرکت یونکرس انجام شد و در عین حال پنج افسر برای آموزش به فرانسه فرستاده شدند.

## گسترش نیروی هوایی

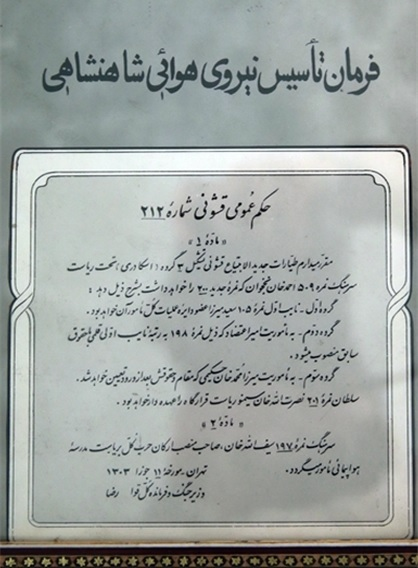
فرمان تأسیس نیروی هوایی شاهنشاهی بدستور رضاشاه

با شروع حکومت پهلوی، خرید هواپیما و گسترش قدرت نیروی هوایی شدت یافت. به‌مناسبت تاج گذاری رضاشاه جشنی برگزار و هواپیماهای ایران به نمایش هوایی پرداختند. در آن زمان نیروی هوایی یک واحد از ارتش بحساب می‌آمد. ۱۵ اردیبهشت ۱۳۰۵ چهار فروند یونکرس A 20 از طریق ترکیه و یکم مرداد ماه یک فروند R-1 روسی از طرف مسکو وارد ایران شد. مهر ۱۳۰۵با دستور رضاشاه هواپیماها به مناطق مختلف برای سرکوب شورش در کشور اعزام شد. یک هواپیما با خلبان روس در نزدیکی کرمانشاه سقوط کرد و یک هواپیمای دیگر مجبور به فرود در قزوین شد، گرچه بعداً با کامیون به تهران منتقل شد. تا آبان ماه فقط دو هواپیما قابل استفاده در تهران وجود داشت. خلبانان آلمانی از ایران خارج شدند و فقط دو خلبان روسی و دو فرانسوی و همچنین دو مکانیک روسی، یک آلمانی و یک فرانسوی باقی ماندند.
با اینکه در این سال شوروی به‌منظور فشار سیاسی، تحریم کالاهای کشاورزی ایرانی را تحمیل کرد، ورود هواپیماهای روسی ادامه یافت و سه فروند R-1 خریداری شد. همچنین قطعات یدکی برای هواپیماهای یونکرس و برگه و اسپاد خریداری شد. شرکت آلمانی یونکرس یک فروند یونکرس K 53 دو خلبانه را برای نمایش هوایی به ایران فرستاد. هفتم مهرماه این نمایش هوایی درحالی برگزار شد که هواپیمای خلبان Peter Wagner در مقابل چشم هزاران نفر در آسمان متلاشی و سقوط کرد. این حادثه یک پیروزی برای روس‌ها بود، از طرفی آن‌ها توانستند یک قرارداد گمرکی با ایران منعقد کنند و از طرفی علاقه دولت ایران برای خرید ۳۰ فروند هواپیمای یونکرس A 40 کاهش یافت. (یونکرس A 40 یک نسخه بهبود یافته از یونکرس K 53 بود)
در اسفند ۱۳۰۶ آشیانه‌های جدید برای فرودگاه تهران از فرانسه و بمب از شوروی سفارش داده شد و دولت شوروی به ایران وعده داد که به پنج ایرانی را در مسکو آموزش خلبانی دهد. فروردین ۱۳۰۷ نایب دوم باقر خان جهت خرید پنج فروند R-1 به روسیه اعزام شد. هواپیماها از طریق کشتی فرستاده و ۲۹ خرداد ۱۳۰۷ به همراه تعدادی از کارکنان روسی به بندر پهلوی (نام بندرانزلی در زمان پهلوی) رسیدند. بعد از مونتاژ سه فروند از این هواپیماها در بندرپهلوی دچار سانحه شدند که فقط یکی از آن‌ها قابل تعمیر بود. محموله بعدی شامل پنج فروند U-1 بود که در مرداد ماه در در تهران مونتاژ شدند. با ورود هواپیماهای جدید و افزایش فعالت‌های پروازی برنامه‌های برای گسترش نیروی هوایی تهیه شد.
- رقابت بین آلمان، بریتانیا و فرانسه

در این رقابت شرکت آلمانی یونکرس، بهمن ۱۳۰۷ یک نیروی هوایی کامل پیشنهاد داد شامل طرح جدیدی از هواپیمای W 33 به عنوان بمب افکن و هواپیمای سبک دونفره K 45 که یک هواپیمای اصلاح شده از مدل K 53 بود. طرح اولیه شامل ۳۲ فروند K 45 و ۲۴ فروند W 33 به همراه ۱۵ مربی جهت آموزش بود. هر اسکادران شامل K 45 و W 33 بود که باید در تهران، شیراز، مشهد، رشت و تبریز مستقر شوند. همچنین یک رمپ و یک کارگاه در تهران و یک مدرسه پرواز در قزوین تدارکات دیده شد.
دو فروند W 33 در خرداد ۱۳۰۸ با تحویل فوری سفارش داده شد که توسط دو خلبان آلمانی بنام‌های Martin Hänichen و Erich Haal به همراه دو مکانیک و یک دانشجوی ایرانی که در کارخانه یونکرس آموزش دیده بود در تیر ماه به تهران منتقل و توسط رضاشاه بازرسی شد. خلبانان آلمانی انتظار داشتند که وظیفه حمل و نقل را داشته باشند اما به عنوان خلبان شناسایی و بمباران استفاده شدند. هواپیمای Erich Haal به فرودگاه قلعه مرغی و Martin Hänichen به فرودگاه اصفهان فرستاده شد. بلافاصله پس از فرود Martin Hänichen به او دستور داده شد تا جهت شناسایی منطقه بختیاری‌ها به پرواز درآید. در همان روز اول نیز مأموریت دوم او بمباران شورشیان در منطقه سفیددشت و رها کردن مواد غذایی برای نظامیان محاصره شده بود. پس از بمباران دهکرد، سوخت‌گیری مجدد انجام و بسته‌های نان را به نظامیان در سفیددشت تحویل داد. پس از یک هفته از پروازهای شناسایی و پشتیبانی نیروهای نظامی، شورشیان تسلیم و هواپیما به تهران بازگشت. در شهریور ماه هر دو هواپیمای W 33 برای مأموریت به اطراف لار فرستاده شدند.
مجموعاً ۱۲ فروند R-1 از شوروی بین سال‌های ۱۳۰۸ الی ۱۳۰۹ تحویل ایران شد. ابتدا ۲ مهر ۱۳۰۸ شش فروند از طریق باکو به سمت ایران به پرواز درآمدند اما یکی از آن‌ها در راه بندرپهلوی دچار سانحه و یک فروند در مسیر تهران ناپدید شد. همچنین دی ماه ۱۳۰۸ یک فروند R-1 با برخورد به دکل رادیو در بوشهر نابود شد. اکنون دولت ایران به هواپیمای مدرن تر مانند جنگنده توپولف I-4 و شناسایی توپولوف R-3 علاقه پیدا کرده بود. R-3 یک نسخه از هواپیمای توپولوف ANT-3 است که به سفارش نیروی هوایی شوروی ساخته شد.
افسر ایرانی بنام عیسی خان اشتوداخ در موسکو مجاز به تست پرواز R-3 شد اما نهایتاً تصمیم به خرید R-1 شد و شش فروند از آن‌ها توسط کشتی در ۳۱ خرداد ۱۳۰۹ به بندر پهلوی رسید. همچنین در شهریور ماه سه فروند هواپیمایی شناسایی پولیکارپوف R-5 وارد تهران شد. در مهر ۱۳۰۹ سرهنگ نخجوان معلق و سرگرد احمدمیرزا خسروانی جایگزین او شد. بعدها نخجوان به دفتر خود بازگشت اما مجدداً در تیر ۱۳۱۰ برکنار و این بار سرلشکر محمدصادق کوپال به همراه خسروانی مسئولیت نیروی هوایی را بعهده گرفت. نخجوان در شهریور ۱۳۳۲ به عنوان بازرس کل هواپیمایی منصوب شد. خسروانی دفتر سابق خود را به عنوان مرکز فرماندهی نیروی هوایی در نظر گرفت. نیرویی که عنوان آن در فرانسه: l'Aeronautique Persane, l'Armée Imperiale Persane (هوانوردی ایران، ارتش شاهنشاهی ایران) گذاشته شد اما بعداً با نام انگلیسی: Imperial Iranian Air Force (مخفف: IIAF) به فارسی: نیروی هوایی شاهنشاهی ایران شناخته شد.

## گسترش خطوط تجاری و خدماتی
در اوایل زمستان ۱۳۰۲ شرکت آلمانی دویچه لوفت‌هانزا که از هواپیماهای شرکت یونکرس برای حمل و نقل استفاده می‌کرد، برای راه اندازی خطوط هوایی استکهلم - مسکو - تهران وارد مذاکره با ایران شد. نماینده این شرکت شخصی بنام Jaroljmek در خرداد ۱۳۰۳ با رضاخان (بعنوان نخست‌وزیر) آشنا شد. رضاخان گفت که علاقه‌مند نیست که هیچ‌گونه امتیاز هوایی به بریتانیا یا روس‌ها بدهد و نهایتاً در شهریور ماه شرایط این شرکت را پذیرفت. ۹ مهر ۱۳۰۳ امتیاز ترافیک هوایی برای مسیر باکو - بندرانزلی - تهران به این شرکت داده شد. پنج هواپیمای F 13 مستقر در مسکو در آبان و آذر ماه ۱۳۰۳ به خطوط جدید منتقل و رسماً در ۲۹ آذر ۱۳۰۳ این مسیر افتتاح شد اما به دلیل برآورده نشدن کمک‌های مالی فقط چند ماه پروازهای منظم داشت.

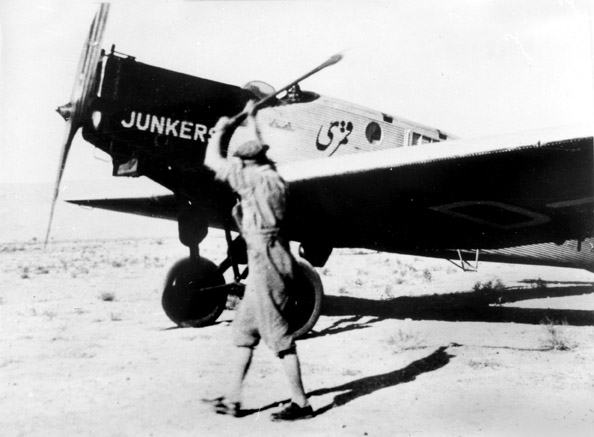
هواپیمای یونکرس W 33 ایران بنام قمری

آبان ۱۳۰۴ نماینده شرکت هواپیمایی امپریال بریتانیا به‌منظور راه اندازی یک سرویس هوایی بین قاهره و کراچی در امتداد سواحل خلیج فارس، وارد تهران شد و از طرفی شرکت آلمانی یونکرس هم دو فروند یونکرس G 24 سه موتوره را زمستان همان سال برای نمایش به تهران فرستاد. شرکت یونکرس برنده این رقابت شد و اسفند ماه قرارداد بسته شد و تقریباً یک سال بعد وزارت پست و تلگراف امتیاز پست هوایی خود را به مدت پنج سال به شرکت یونکرس داد.
۲۱ بهمن ۱۳۰۵ دفتر خدمات تهران - بندرپهلوی افتتاح شد و شرکت اوکراینی Ukrvozdukhput خدمات پستی از بندرپهلوی به مسکو انجام می‌داد و یک ماه بعد سرویس تهران - همدان - کرمانشاه راه اندازی شد. همچنین فروردین و خرداد ۱۳۰۶ دو فروند یونکرس F 13 و در مرداد ماه یک فروند یونکرس W 33 به ناوگان هواپیمایی اضافه و پائیز ۱۳۰۶ مسیر تهران - مشهد افتتاح شد.
دولت برای یک بیماری واگیر که در جنوب کشور شیوع پیدا کرده بود درخواست سرم کرد که توسط دو هواپیمای یونکرس W 33 و یونکرس G 31 وارد شد و بلافاصله به جنوب کشور ارسال شد. هواپیمای سه موتوره یونکرس G 31 در حین مامورت درحالی که ۲۰ مسافر داشت دچار سانحه شد ولی هیچ‌کس آسیب ندید. این هواپیما در اردیبهشت ۱۳۰۷ تعمیر و به آلمان بازگشت.
هواپیماهای یونکرس ابتدا از فرودگاه قلعه مرغی استفاده می‌کردند اما در مرداد ۱۳۰۷ محل جدیدی را خارج از تهران برای پرواز مجهز کردند. مکانی که بعدها در آن فرودگاه مهرآباد شکل گرفت. مسیر جدید تهران - اصفهان - شیراز - بوشهر به خطوط شرکت یونکرس در فروردین ۱۳۰۷ اضافه شد. تابستان همان سال یک دوربین عکاسی به W 33 نصب شد تا شرایط راه اندازی خطوط راه‌آهن بندرگز - تهران - همدان با عکسبرداری بررسی شود. یک فروند W 33 در آبان ماه خریداری و بنام بلبل نامگذاری شد. در آذر ماه نیز سه فروند دیگر خریداری و بنام‌های قمری، طوطی و عقاب نامگذاری شد. فروردین ۱۳۰۸ سرویس کرمانشاه - بغداد و اردیبهشت ماه تهران - مشهد راه اندازی شد
|                      | ۱۹۲۷ ۱۳۰۶–۱۳۰۵ | ۱۹۲۸ ۱۳۰۷–۱۳۰۶ | ۱۹۲۹ ۱۳۰۸–۱۳۰۷ |
| -------------------- | -------------- | -------------- | -------------- |
| تعداد پرواز          | ۱۰۴۷           | ۱۴۷۶           | ۱۸۷۷           |
| کیلومتر پرواز        | ۱۹۳٫۰۳۹        | ۳۳۷٫۴۹۴        | ۵۴۹٫۶۸۹        |
| مسافران              | ۲۸۱۲           | ۴۰۳۳           | ۳۷۶۸           |
| خدمات پستی (کیلوگرم) | ۷۵۶            | ۴۹۳۰           | ۲۱۵۳۷          |
| حمل بار (کیلوگرم)    | ۳۷۶۰۲          | ۸۷۹۹۲          | ۲۱۳۲۰۱         |

از مهر ۱۳۱۰ شرکت یونکرس شروع به بستن و کاهش سرویس خود در ایران کرد. ۱۱ بهمن ۱۳۱۰ قرارداد حمل و نقل به اتمام می‌رسید و آخرین سرویس بین تهران و بغداد در ۱۶ بهمن برنامه‌ریزی شد. یونکرس در طول حضور در ایران یک مسافر مصدوم یا محموله گمشده نداشت و امید داشت که قرارداد ادامه پیدا کند اما ۸ فروردین ۱۳۱۱ رسماً قرارداد پایان یافت گرچه یک فروند F 13 متعلق به شرکت نفت ایران و انگلیس تا ابتدای زمستان در کشور ماند. یک دیپلمات بریتانیایی گزارش داد: کارایی و اطمینان از عملکرد شرکت یونکرس را تحسین می‌کنم. فکر می‌کنم این تحسین توسط هر اروپایی و ایرانی انجام شده و این خروج پشیمانی برای جهان در برمی‌آورد.

## تجهیز و آموزش نیروی هوایی
دی ماه ۱۳۱۰ یک افسر سوئدی بنام Elis Nordquist به عنوان مشاور در نیروی هوایی استخدام شد. مامورت او خرید هواپیماهای جدید و گسترش نیروی هوایی بود. وی در اردیبهشت ۱۳۱۱ به همراه عیسی خان اشتوداخ به بریتانیا رفت و سفارش خرید ۲۰ فروند د هاویلند DH 82 تایگرمث را نهایی کرد. مرداد ۱۳۱۱ مدارسی خارج از تهران ساخته شد برای آموزش خلبانی و تعمیر هواپیما و آذر ماه ۱۳۱۱ هواپیماهای خریداری شده برای این مدرسه به اهواز رسیدند و به فرودگاه قلعه مرغی منتقل تا مدرسه پرواز آماده شود. خلبانان سوئدی بنام Erik Ekman به عنوان مربی پرواز دی ماه وارد ایران شد و سوم اسفند ۱۳۱۱ هجده فروند DH 82 تایگرمث به پرواز درآمدند. تنها سانحه این آموزش‌ها در ۱۶ اسفند بود که ۲ هواپیما به یکدیگر برخورد و نابود شدند. دوره اول آموزش را چهارده خلبان آغاز و تابستان سال بعد تکمیل شد.
ابتدای زمستان ۱۳۱۱ ده فروند پولیکارپوف R-5 به موسکو سفارش داده شد. ۷ خرداد ۱۳۱۲خلبان ایرانی بنام مکووی اولین هواپیما را از موسکو به تهران آورد و مابقی یک ماه بعد با کشتی به بندرپهلوی حمل شد. عملکرد R-5 کمتر از انتظارات بود و بزودی این هواپیما از دوره آموزشی حذف شد و این آخرین سفارش R-5 از اتحاد جماهیر شوروی بود.
خلبان Elis Nordquist مجدداً به بریتانیا برگشت و اردیبهشت ۱۳۱۲ تعداد نه فروند تایگرمث سه نفره با موتور Gipsy III و شهریور ماه ۱۴ فروند با موتور قوی تر Gipsy Major سفارش داده شد اما بعداً به ده فروند کاهش یافت. آذر ۱۳۱۲ نه فروند تایگرمث به اهواز رسید و در آشیانه شرکت Boulton Paul مونتاژ شد و دومین دسته از هواپیماها شهریور ۱۳۱۳ به ایران رسید. دی ماه ۱۳۱۲ پنج مدرس پرواز سوئدی وارد ایران شد، اما در تابستان ۱۳۱۳ برخی از آن‌ها ناراضی بودن و این اتفاق منجر به خروج پیش از موعد آن‌ها شد. افسر بلژیکی بنام سرهنگ Bevir جایگزین Elis Nordquist و شش مدرس پرواز تا ابتدای زمستان ۱۳۱۳ وارد ایران شدند. سرهنگ Bevir تا اردیبهشت ۱۳۱۷ در ایران ماند گرچه مابقی بلژیکی‌ها مرداد ۱۳۱۵ بازگشته بودند.
زمستان ۱۳۱۱ چهارده فروند هاوکر هارت بمب افکن و شانزده فروند هاوکر فیوری تک نفره به سفارش نیروی هوایی شاهنشاهی سفارش داده شد. هر دو مدل با موتور آمریکایی پرت اند ویتنی آر-۱۶۹۰ هورنت در تابستان و پائیز ۱۳۱۲ در بوکلند تست شد اما چند مشکل گزارش شد و موتورهای بریتانیایی جایگزین آن‌ها شد. تصمیمی که احتمالاً بخاطر فشار سیاسی بریتانیا گرفته شد.

دی ماه ۱۳۱۲ هجده فروند هاوکر هارت با موتورهای هورنت به اهواز رسید. بعد از مونتاژ توسط خلبان Philip G Lucas تست و با خلبانان ایرانی به فرودگاه قلعه مرغی انتقال یافتن و اولین بار در شهریور ۱۳۱۳ پرواز کردند. سفارش بعدی شامل ۲۸ فروند هاوکر سی فیوری با موتورهای بریستول مرکوری در آبان و دی ماه ۱۳۱۳ تحویل شد.
| تعداد | مدل                                                                       |
| ----- | ------------------------------------------------------------------------- |
| ۵۱    | د هاویلند تایگرمث با موتورهای Gipsy III و Gipsy Major                     |
| ۵۷    | هاوکر هارت با موتورهای Bristol Pegasus IIM/IIM2 یا Pratt & Whitney Hornet |
| ۲۰    | هاوکر فیوری                                                               |
| ۱۰    | (M-17) R-5                                                                |
| ۲     | یونکرس W 33                                                               |
| ۱۱    | R-1 (M-5) (شامل ۵ فروند هواپیمای بدون متور)                               |

فرودگاه قلعه مرغی
در سفر رضاشاه به ترکیه نمایش هوایی برگزار و یک فروند Curtiss Fledgling دو نفره به عنوان هدیه به او داده شد که توسط یک خلبان ترک به تهران برده شد. مهر ماه همان سال رضاشاه به پاس این هدیه پنج فروند هاوکر آداگز را برای نمایش هوایی در روز استقلال ترکیه به آنکارا فرستاد. سال ۱۳۱۳ طرحی نظامی تهیه شد که شامل خرید پنج فروند تایگرمث و پنج فروند دراگون بود، اما نهایتاً تیر ماه ۱۳۱۵ سه فروند دراگون رپیدس DH 89 خریداری و توسط شرکت دهویلند در اهواز مونتاژ شد. نیروی هوایی شاهنشاهی اسفند ۱۳۱۶ یک فروند دراگون رپیدس DH 89 را به خطوط هوایی ایران منتقل و در اختیار وزارت پست، تلگراف و تلفن (PTT) قرار داد که به شماره EP-AAA ثبت شد. سه کارمند این وزارتخانه پس از آموزش در انگلستان، خلبان این هواپیما شدند. ۲۴ اسفند ۱۳۱۶ خدمات هوایی تهران-کرمانشاه–بغداد با این مدل هواپیما آغاز و بعدها چندین مسیر دیگر نیز اضافه شد. تقریباً یک سال بعد یکی از آن‌ها خراب شد و ایران درخواست جایگزین اما شرکت دراگون هواپیمایی موجود نداشت.

## کارخانه هواپیماسازی شهباز
رضاشاه به‌منظور کاستن هزینه‌های خرید دستور داد تا کارخانه ای برای ساخت هواپیما احداث شود و مرداد ۱۳۱۲ مهندسی سوئدی بنام N.H Larsson را مأمور برنامه‌ریزی و ساماندهی این کارخانه کرد. لوازم اولیه از کشورهای مانند فرانسه و بریتانیا و شرکت پرت اند ویتنی خریداری و ده‌ها کارگر و تکنسین کار خود را آغاز کردند.
کارخانه هواپیماسازی شهباز به‌طور رسمی ۲۱ شهریور ۱۳۱۵ افتتاح شد و در زمان فعالت خود سه نوع هواپیما تولید کرد. نخستین هواپیماهای ساخته شده این کارخانه پنج بمب افکن دهاویلند تایگرمث بود که در مهر ۱۳۱۶ تکمیل و به نیروی هوایی شاهنشاهی تحویل شد. همچنین این کارخانه تعدادی هواپیماهای هاوکر آداگز و هاوکر هایند تولید و تحویل نیروی هوایی شاهنشاهی داد.

## گردان‌های هوایی ایران
سال ۱۳۱۶ جهت توسعه نیروی هوایی، سفارشی گذاشته شد برای مونتاژ ۳۵ فروند هواپیمای دو نفره هاوکر هایند که با هواگرد بریستول مرکوری طراحی شده بود. بعد از مونتاژ در اهواز اولین پرواز آزمایشی اردیبهشت ۱۳۱۷ انجام شد. ابتدا ۱۸ فروند در فرودگاه اهواز و ۱۷ فروند در تهران مستقر شد، اما سال بعد همگی در مدرسه آموزش پرواز تهران مستقر شدند. مونتاژ ۲۰ فروند هواپیمای هاوکر هایند دیگر همزمان با تولید قطعات بدنه هواپیما در بهمن ۱۳۱۸ آغاز شد. این هواپیماها حدوداً دو سال بعد آماده شد. 
|                             |    |    |    |    |
| --------------------------- | -- | -- | -- | -- |
| قلعه مرغی                   | ۲۰ | ۲۶ | ۱۵ |    |
| تبریز                       | ۱۰ | ۵  |    |    |
| مشهد                        | ۷  | ۸  |    |    |
| اهواز                       | ۱۰ | ۳  |    |    |
| مهرآباد (مدرسه آموزش پرواز) | ۵۱ | ۸  | ۳  | ۳۵ |
| دوشان‌تپه                    | ۱۱ |    |    |    |

رئیس‌جمهور لهستان ۲۴ فروردین ۱۳۱۸ یک فروند RWD 13 به محمدرضا پهلوی به‌مناسبت عروسی ایشان هدیه داد که بعداً تحویل نیروی هوایی شاهنشاهی شد و پائیز ۱۳۱۸ قراردادی بسته شد برای خرید سه فروند ایرسپید آکسفورد که زمستان همان سال تحویل شد.
یک فروند هاوکر هاریکن انگلیسی در ۵ مرداد ۱۳۱۸ برای تست به ایران فرستاده شده بود که مورد موافقت قرار گرفت و ۳۰ فروند از این مدل هواپیما با موتورهای Merlin III در ۲۵ مهر ۱۳۱۸ سفارش داده شد. ابتدا ۱۵ فروند مورد موافقت قرار گرفت ولی تحویل نشد و این قرارداد رسماً در آذرماه کنسل شد. ایران قصد داشت سفارشی به کانادا بدهد برای تهیه بعضی از قطعات تایگرمث که بریتانیا موافقت نکرد و هنگامی که درخواست‌های مکرر از طرف بریتانیا رد شد، ایران رو به ایالات متحده آمریکا کرد.
آبان ماه ۱۳۱۸ مأموریتی از طرف نیروی هوایی شاهنشاهی به سرهنگ احمدمیرزا خسروانی، سرگرد ابراهیم شوشتری و خلبان افخمی‌داده شد تا برای خرید هواپیما راهی آمریکا شوند. آن‌ها ده فروند جنگنده کورتیس H-75A-9 خریداری کردند که یک فروند در اسفند ماه ۱۳۱۹ و مابقی در اردیبهشت ۱۳۲۰ تحویل شد. آخرین دسته از هواپیماهای تایگرمث انگلیسی، مهر ۱۳۱۹ تحویل ایران شد.

## باشگاه خلبانی
سال ۱۳۱۷ مکانی تأسیس شد بنام باشگاه خلبانی که از یارانه دولتی استفاده می‌کرد برای آموزش خلبانان نیروی هوایی شاهنشاهی و به شهروندان واجد شرایط آموزش رایگان می‌داد. اوایل زمستان ۱۳۱۸ این سازمان دولتی برای خرید هواپیما با بریتانیا مذاکراتی کرد که به نتیجه نرسید. نهایتاً ۲۵ فروند هواپیمای دو خلبانه تک باله Rearwin 8125 Cloudsters با نظارت خلبان افخمی خریداری و بین مهر الی دی ۱۳۱۹ تحویل ایران شد.
دولت قراردادی بسته بود از ۱۳۱۹ تا بهمن ۱۳۲۳ برای آموزش و تعمیرات در باشگاه خلبانی و فردی بنام Harry B Taylor همراه قطعات هواپیماها برای آموزش به تهران آمد. قطعات این هواپیما در جعبه‌های چوبی به‌طوری طراحی شدند که به راحتی به محل مونتاژ حمل شود و یک اسلحه بروی بال هواپیما برای آموزش طراحی شده بود. همه این ۲۵ فروند هواپیما تا سال ۱۳۲۳برای آموزش استفاده شدند.
بعد از سقوط یک فروند دراگون رپیدس DH 89، تمام پروازهای آموزشی بعد از سال ۱۳۱۹ به‌شدت کنترل می‌شد اما در فروردین ۱۳۲۲ یک هواپیمای دیگر سقوط کرد و بعد از آن استفاده از این هواپیما برای آموزش کاهش یافت و مرداد ۱۳۲۳ سه فروند دومنیز DH 89 تحویل ایران شد. این هواپیماها به ناوگان کوچک باشگاه خلبانی اضافه و به شماره‌های EP-AAD و EP-AAE و EP-AAT رجیستری شدند.
آذر ۱۳۲۳ شرکت ایرانیَن ایرویز با کمک رضا افشار و تعدادی سرمایه‌گذار خصوصی با ۵۰ میلیون ریال سرمایه تأسیس شد و غلام حسین ابتهاج مدیریت آن را بعهده گرفت. این شرکت سرویس‌های محدودی بین تهران و مشهد در تاریخ ۱۰ خرداد ۱۳۲۴ راه اندازی کرد و همچنین بعداً با شرکت Trans World Airlines همکاری کرد.

## جنگ جهانی دوم

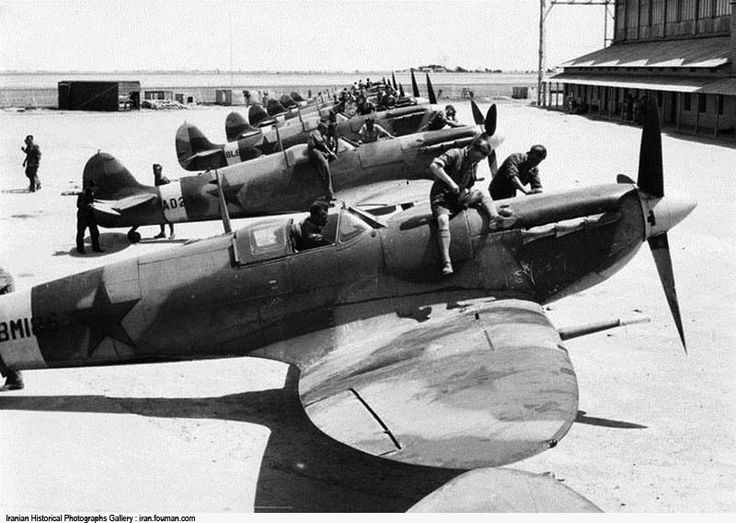
هواپیمایی انگلیسی در آبادان

ایران با شروع جنگ جهانی دوم اعلام بی‌طرفی کرد اما ۲۶ مرداد ۱۳۲۰ شوروی و بریتانیا خواستار خروج کارکنان آلمانی شدند که ایران مخالفت کرد و این شد بهانه ای برای اشغال ایران در جنگ جهانی دوم. ۳ شهریور ۱۳۲۰ شوروی از سمت شمال و بریتانیا از جنوب و غرب حمله کرد.
- حمله بریتانیا

علمیات بریتانیا بنام "عملیات Y" توسط ژنرال Edward Quinan رهبری شد. فرمانده ارشد بریتانیا در خاورمیانه دستور اشغال میدان‌های نفتی در اطراف آبادان و اهواز را صادر کرد. هدف بعدی کنترل خطوط ارتباطاتی سراسر ایران برای همکاری با شوروی بود. نیروی هوایی سلطنتی بریتانیا در فرودگاه نظامی الشعیبة عراق پایگاه نظامی داشت شامل اسکادران‌های جنگنده هاریکن، گلادیاتور، وینسنت و هواپیماهای ترابر والنتیا. در روز اول عملیات زنان و کودکان انگلیسی و هندی توسط هواپیماهای والنتیا از ایران خارج و نیروی دریایی بریتانیا از راه دریا وارد شد. اسکادران ۲۴۴ عملیات شناسایی را آغاز و اسکادران جنگنده ۲۶۱ آماده رزم با نیروی هوایی شاهنشاهی شد. روز بعد هواپیماهای هاوکر آداگز اهواز نابود و نیروی هوایی تسلیم شد. حملات هوایی بریتانیا توقف یافت و حدوداً یک ماه بعد در ۲۶ شهریور ۱۳۲۰ نیروهای متفقین وارد تهران شدند. رضاشاه به عنوان بخشی از شرایط آتش‌بس، مجبور به استعفا شد و یک ماه بعد نیروهای بریتانیا به اراک و همدان عقب‌نشینی کردند. ده فروند کورتیس H-75A-9 که برای مونتاژ تحویل ایران شده بود توسط بریتانیا غارت شد و در حالی که هنوز قطعات آن‌ها در جعبه بود به هندوستان داده شد. همچنین تعدادی از هواپیماهای گلادیاتور تا اوایل زمستان ۱۳۲۱ در آبادان ماندند تا بریتانیا بتواند از پالایشگاه نفت آبادان (بزرگترین پالایشگاه جهان در آن زمان) استفاده کند.
- حمله شوروی

عملیات شوروی با تهاجم دسته ۴۴، ۴۷ و ۵۳ ارتش و دسته ۳۶و ۲۶۵نیروی هوایی آغاز شد. بر اساس گزارش‌های ایران شهرهای تبریز، مشهد، اردبیل رشت و بندرپهلوی بمباران شدند اما در گزارش‌های روس فقط شناسایی هوایی عنوان شد. دو فروند هاوکر فیوری ایران بر فراز دریای خزر با پنج فروند پولیکارپوف I-16 درگیر شدند. نتیجه این درگیری سقوط هواپیمای خلبان احمد وثیق به دریا بود و هواپیمای ابراهیم شوشتری بعد از اتمام سوخت در جنگل‌های شمال سقوط کرد. ۶ شهریور ۱۳۲۰ زمانی که روس‌ها تبریز را اشغال کردند تمام هواپیماهای دومین لشکر نیروی هوایی ایران نابود شد. ۵ فروند هواپیمای تبریز پس از درگیری سقوط و مابقی در فرودگاه طی حملات به آتش کشیده شد. پس از برکناری رضاشاه، نیروهای شوروی به قزوین و بندرپهلوی عقب‌نشینی کردند. ایران مجبور شد از امکانات خود برای انتقال تجهیزات نظامی به شوروی استفاده کند. در آبادان یک کارخانه هواپیما تأسیس و تعداد زیادی هواپیما که اکثراً آمریکایی بودند در آنجا مونتاژ شد. ارسال این هواپیماهای از سال ۱۳۲۱ آغاز و در آخرین مرحله سه فروند ریپابلیک پی-۴۷ تاندربولت در اسفند ۱۳۲۳ به روسیه تحویل شد.
- در زمان جنگ

با اتمام حمله متفقین و اشغال ایران، کارخانه هواپیماسازی شهباز تعطیل و کارکنانش اخراج شدند و پایگاه هوایی اهواز، تبریز و مشهد از کار افتادند. متفقین برای جبران خسارتی که به نیروی هوایی وارد شده بود، تصمیم به تحویل چند فروند هواپیما به ایران گرفتند. استالین طی کنفرانس آذر ماه در تهران ۱۳۲۱ پیشنهاد داد که ۲۰ فروند ایلیوشین Il-2 و ۱۰ فروند یاک-۷ به ایران می‌دهد که هیچگاه تحویل نشد اما بریتانیا ۱۵ فروند آورو انسون در بهار ۱۳۲۳ تحویل ایران داد.
فرانسه، بریتانیا، آمریکا و شوروی در زمان جنگ ارائه‌کننده خدمات غیرنظامی به ایران بودند. از ابتدای زمستان ۱۳۲۳ شرکت آئروفلوت برای مسیر تهران - مسکو از هواپیمایی Lisunov Li-2 (DC-3) و داگلاس C-47 استفاده کرد. این شرکت همچنین بدون مجوز ایران سرویس تهران - تبریز - بندرپهلوی - مشهد ارائه داد. شرکت BOAC تا شهریور ۱۳۲۴ اپراتوری سرویس تهران - قاهره را اداره کرد و شرکت ایر فرانس ۲ بار در ماه بین تهران و پاریس پرواز داشت. توسط شرکت پان امریکن ورلد ایرویز سرویس قاهره - الحبانیه - بصره - تهران از خرداد ۱۳۲۱ آغاز شده بود و نیروی هوایی ایالات متحده آمریکا تا شهریور ۱۳۲۴ خدمات غیر منظمی را به تهران اداره می‌کرد.
- پس از جنگ

روس‌ها ۲۷ شهریور ۱۳۲۴ کنترل فرودگاه قلعه مرغی را به ایرانی‌ها دادند اما تا اوایل زمستان از ۳ آشیانه فرودگاه مهرآباد استفاده کردند. ۲۳ مهر ۱۳۲۴ نیروی هوایی انگلیس کنترل فرودگاه مهرآباد را تحویل ایران داد و آنجا تبدیل به فرودگاه غیرنظامی شد. نیروی هوایی برای علمیات‌های نظامی مجهز بود به هواپیماهای آورو انسون در فرودگاه قلعه مرغی و برای پشتیبانی مجهز بود به هواپیماهای هاوکر هایند در فرودگاه دوشان تپه.
هواپیماهای جدیدی بین سال‌های ۱۳۲۵ الی ۱۳۲۶ خریداری شد از جمله دو فروند هواپیمای Mk IIC که مناسب آموزش بود و از سال ۱۳۲۸ خرید هواپیماهای آمریکایی آغاز شد، شامل:
۶۰ فروند جنگنده ریپابلیک P-47 تاندربولت
۷ فروند ترابری داگلاس C-47 اسکای‌ترین
۳۶ فروند پایپر J-3 کاب
۱۵ فروند استارمن PT-13D کایدت
۳۰ فروند آموزشی T-6 تگزان
خلبانان ایرانی پائیز ۱۳۲۷ آموزش خلبانی با P-47 را آغاز کردند و آموزش به همراه کمک‌های فنی و مهندسی به ۲۴ دانشجوی خلبانی آغاز شد. همچنین تعدادی از پرسنل نیروی هوایی برای آموزش به انگلیس فرستاده شدند.

در فرودگاه قلعه مرغی دو هنگ جنگنده بود که یکی با ۳۰ فروند هاوکر هایند و دیگری با ۵۶ فروند P-47 مجهز شده بود. اسکادران‌های شناسایی و پشتیبانی هرکدام با ۷ فروند آداگز، ۱۲ فروند تایگرمث و ۲ فروند آورو انسون در دوشان تپه، تبریز، مشهد، اهواز، شیراز و اصفهان مستقر شدند و اسکادران حمل و نقل ۷ فروند C-47 داشت. مدرسه آموزش خلبانی با ۱۷ فروند تایگرمث، ۵ فروند انسون و ۴ فروند آداگز راه اندازی شد.
| مدل               | تعداد | شماره سریال | اولین پرواز | توضیحات                              |
| ناشناخته          | ۱     |             | ۱۳۰۰        | بجا مانده از هواپیماهای روسی         |
| برگه ۱۴           | ۳ ~ ۲ |             | ۱۳۰۲        |                                      |
| پاتز ۸            | ۲     |             | ۱۳۰۲        |                                      |
| اسپاد ۴۲          | ۲     |             | ۱۳۰۲        |                                      |
| R-1 (DH.9A)       | ۲۴    | ۲۴–۱۲       | ۱۳۰۲        |                                      |
| یونکرس F 13       | ۳     |             | ۱۳۰۲        |                                      |
| U-1 (آورو 504K)   | ۹     |             | ۱۳۰۲        |                                      |
| یونکرس A 20       | ۲     |             | ۱۳۰۳        |                                      |
| R-2 (DH 9)        | ۳     |             | ۱۳۰۴        |                                      |
| برگه ۱۴           | ۲     |             | ۱۳۰۴        |                                      |
| یونکرس W 33       | ۲     | ۱۱–۱۰       | ۱۳۰۸        |                                      |
| تایگرمث DH 82     | ۱۰۹   | ۱۹۹–۱۰۱     | ۱۳۱۱        | ۱۰ فروند ساخت کارخانه شهباز          |
| پولیکارپوف R-5    | ۱۰    | ۳۹–۳۰       | ۱۳۱۲        |                                      |
| هاوکر آداگز       | ۶۶    | ۴۶۱–۴۰۱     | ۱۳۱۳        | ۱۰ فروند ساخت کارخانه شهباز          |
| Curtiss Fledgling | ۱     |             | ۱۳۱۳        |                                      |
| هاوکر فیوری       | ۲۴    | ۲۲۴–۲۰۱     | ۱۳۱۳        |                                      |
| دراگون رپیدس DH 8 | ۳     |             | ۱۳۱۵        |                                      |
| هاوکر هایند       | ۵۵    | ۶۵۵–۶۰۱     | ۱۳۱۷        | ۲۰ فروند ساخت کارخانه شهباز          |
| RWD 13            | ۱     |             | ۱۳۱۸        |                                      |
| هاوکر هاریکن      | ۱     | ۲۵۱         | ۱۳۱۸        | ۳۰ فروند سفارش این هواپیما تحویل نشد |
| ایرسپید آکسفورد   | ۳     | ۸۰۳–۸۰۱     | ۱۳۱۸        |                                      |
| کورتیس H-75 A-9   | ۱۰    | ۲۶۱–۲۵۲     | ۱۳۱۹        | ۹ فروند اردیبهشت ۱۳۲۰ تحویل ایران شد |
| پراگا E.114       | ۱     |             |             | تاریخ اولین پرواز حدود ۱۳۱۵ الی ۱۳۲۱ |
| آورو انسون        | ۱۵    |             | ۱۳۲۳        |                                      |

## نگارخانه

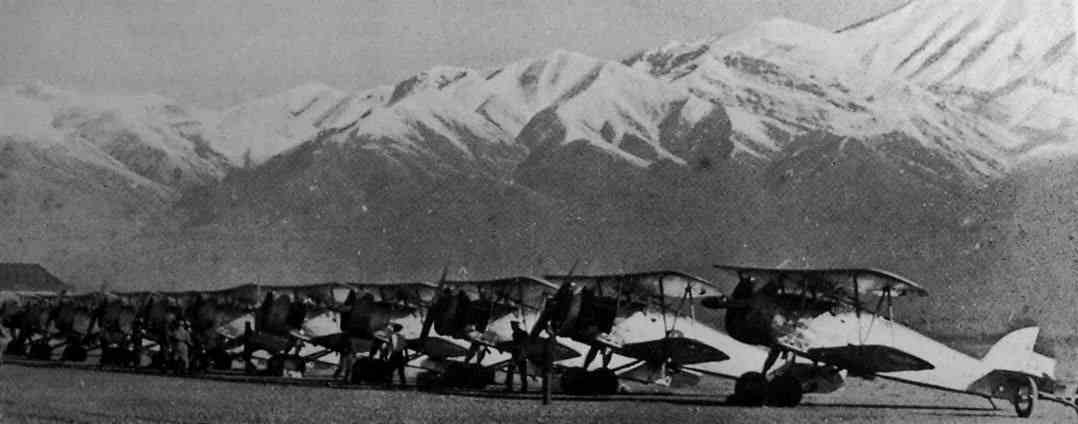
هواپیماهای هاوکر آداگز در فرودگاه قلعه مرغی
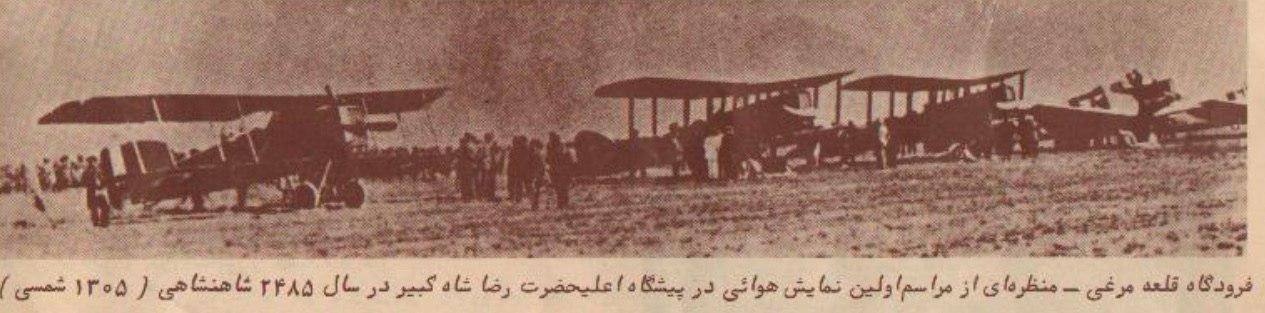
بریده‌ای از روزنامه‌ها ۱۳۰۵
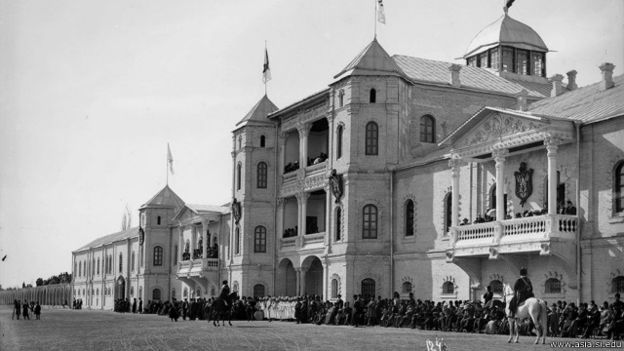
میدان مشق - اولین مکان فرود یک هواپیما در تهران
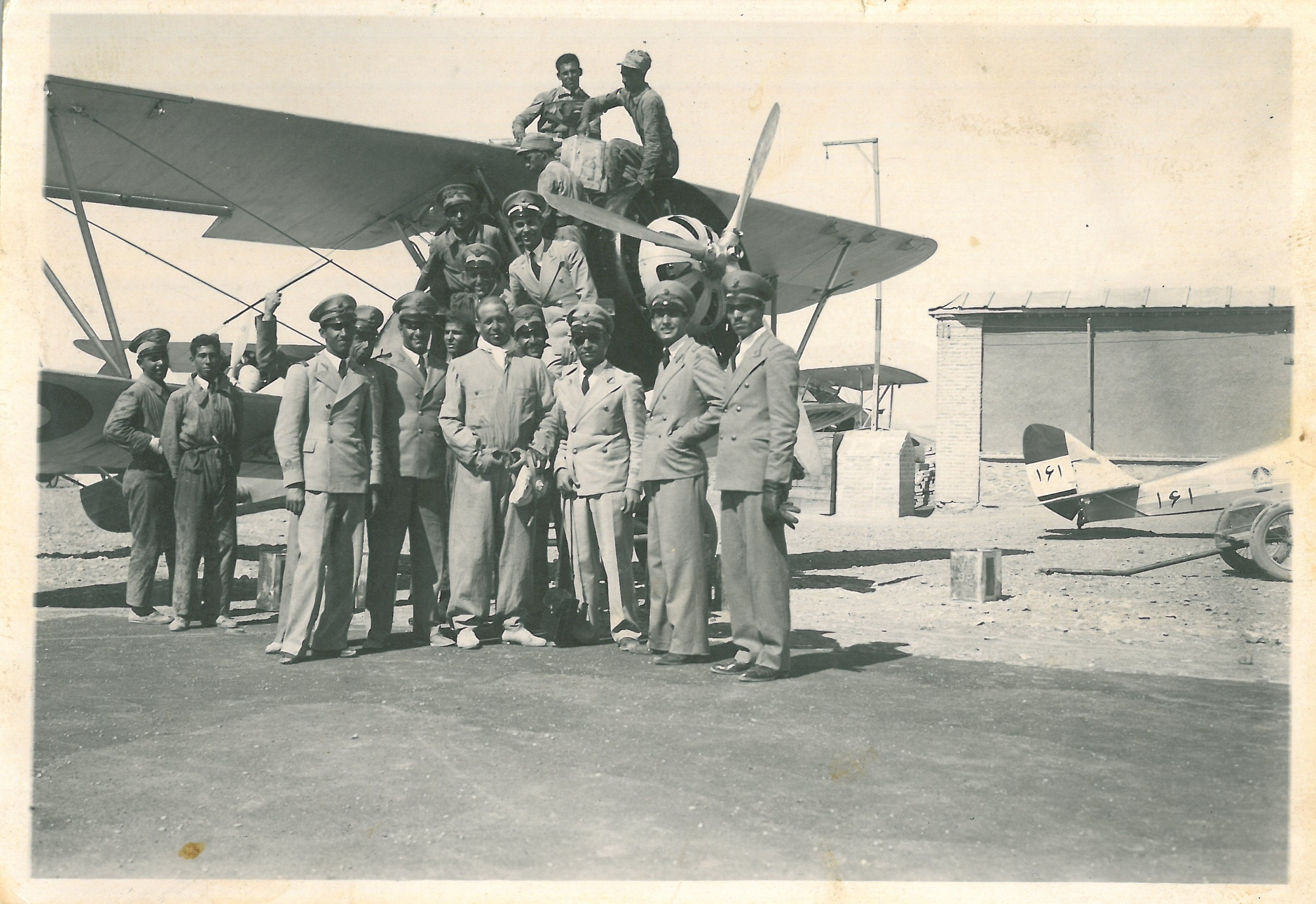
اولین پرواز از اصفهان به تهران
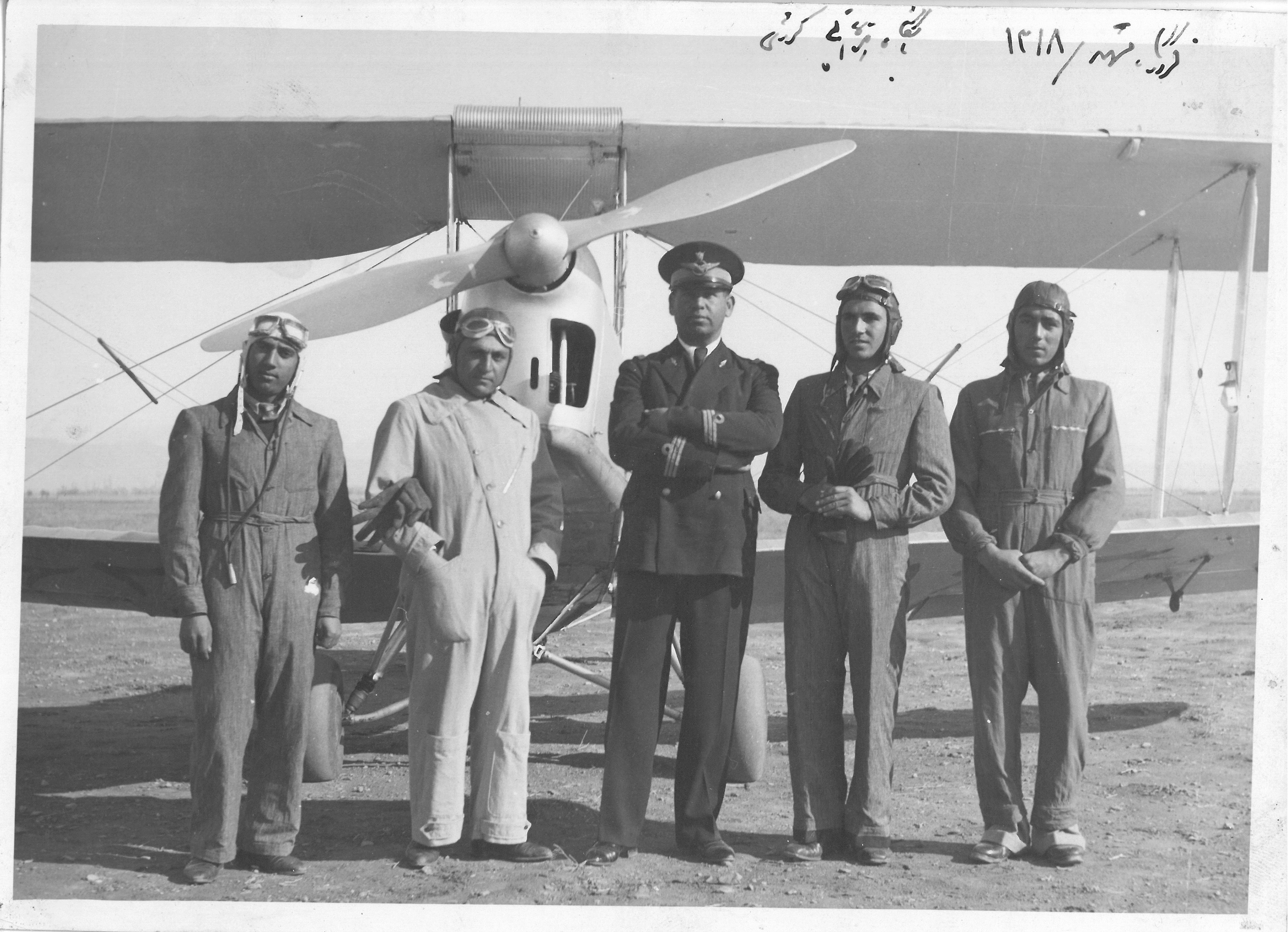
اولین فارغ التحصیلان خلبانی غیرنظامی
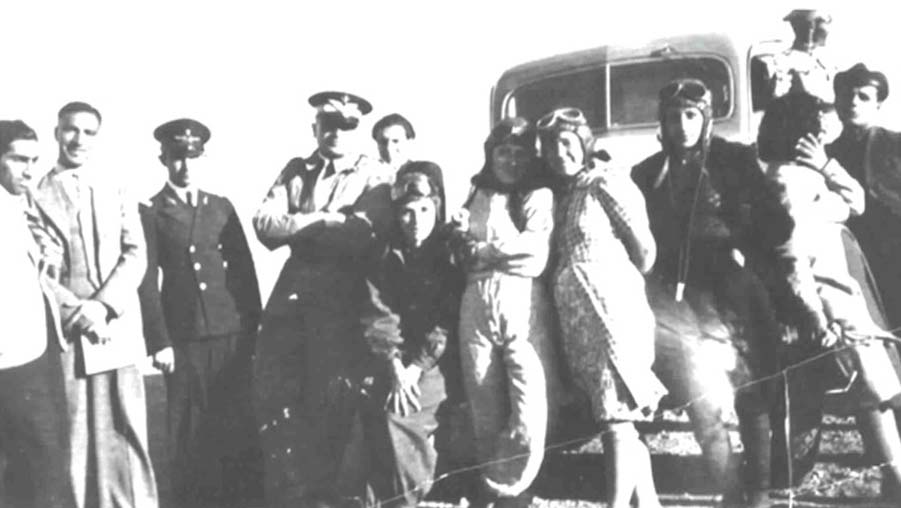
عفت تجارت‌چی و قدسیه فرخزاد و اینا اوشید ۱۳۱۹
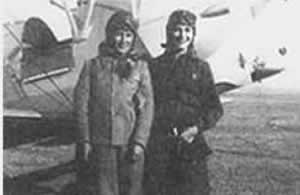
اینا اوشید و عفت تجارت‌چی
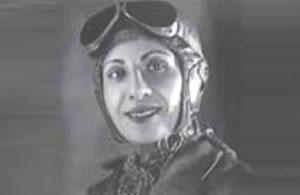
قدسیه فرخزاد
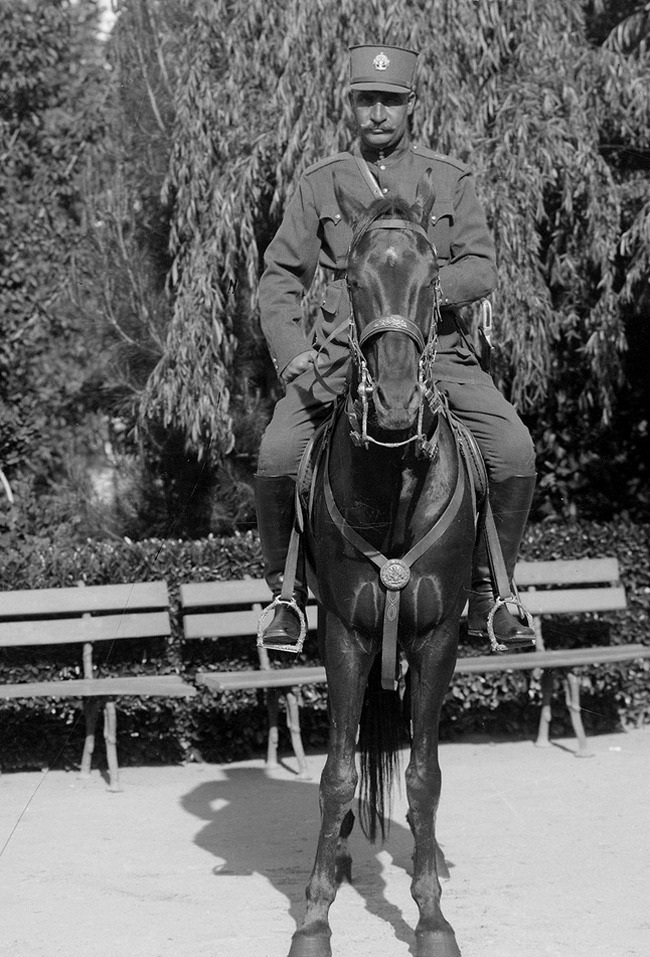
رضاخان (بعنوان وزیر جنگ)
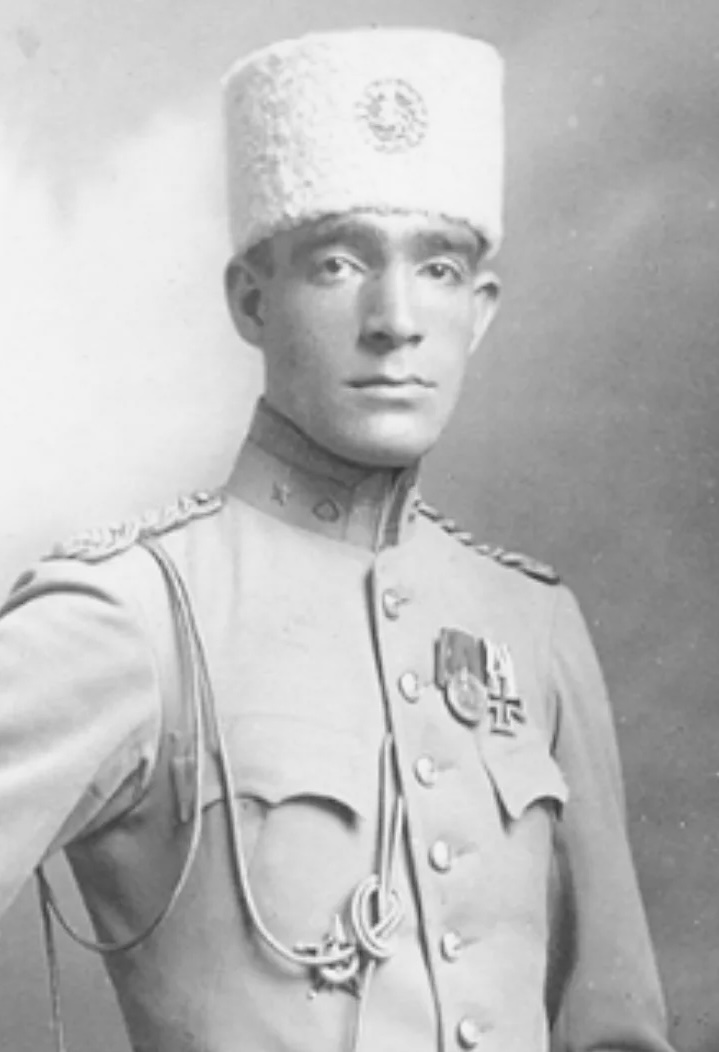
کلنل محمد تقی خان پسیان
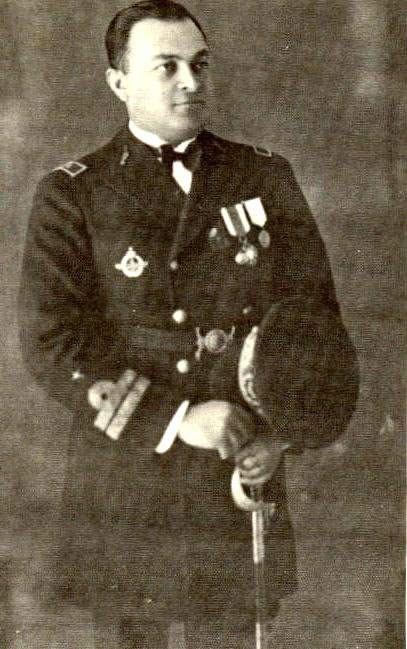
احمد خان نخجوان
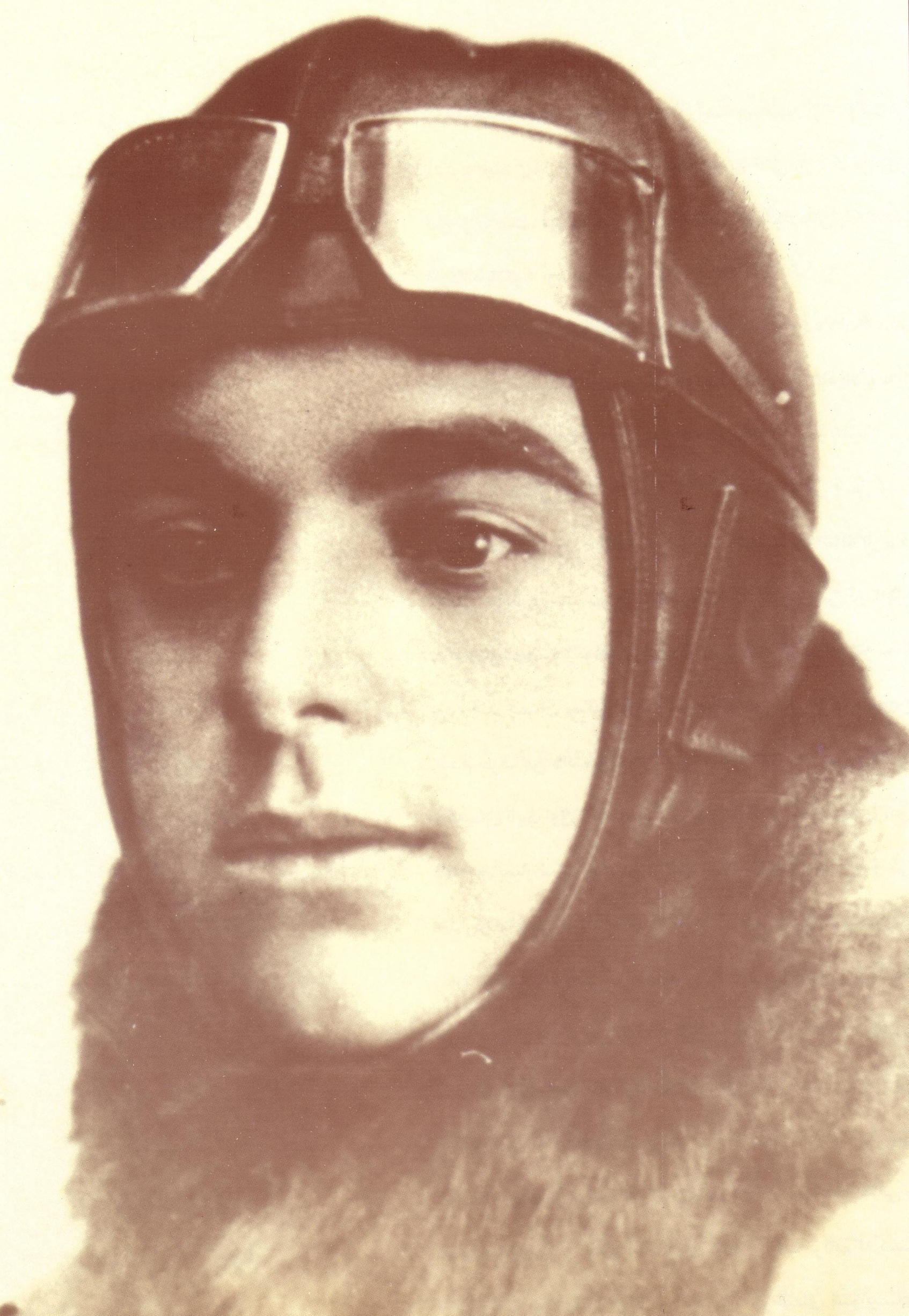
عیسی خان اشتوداخ
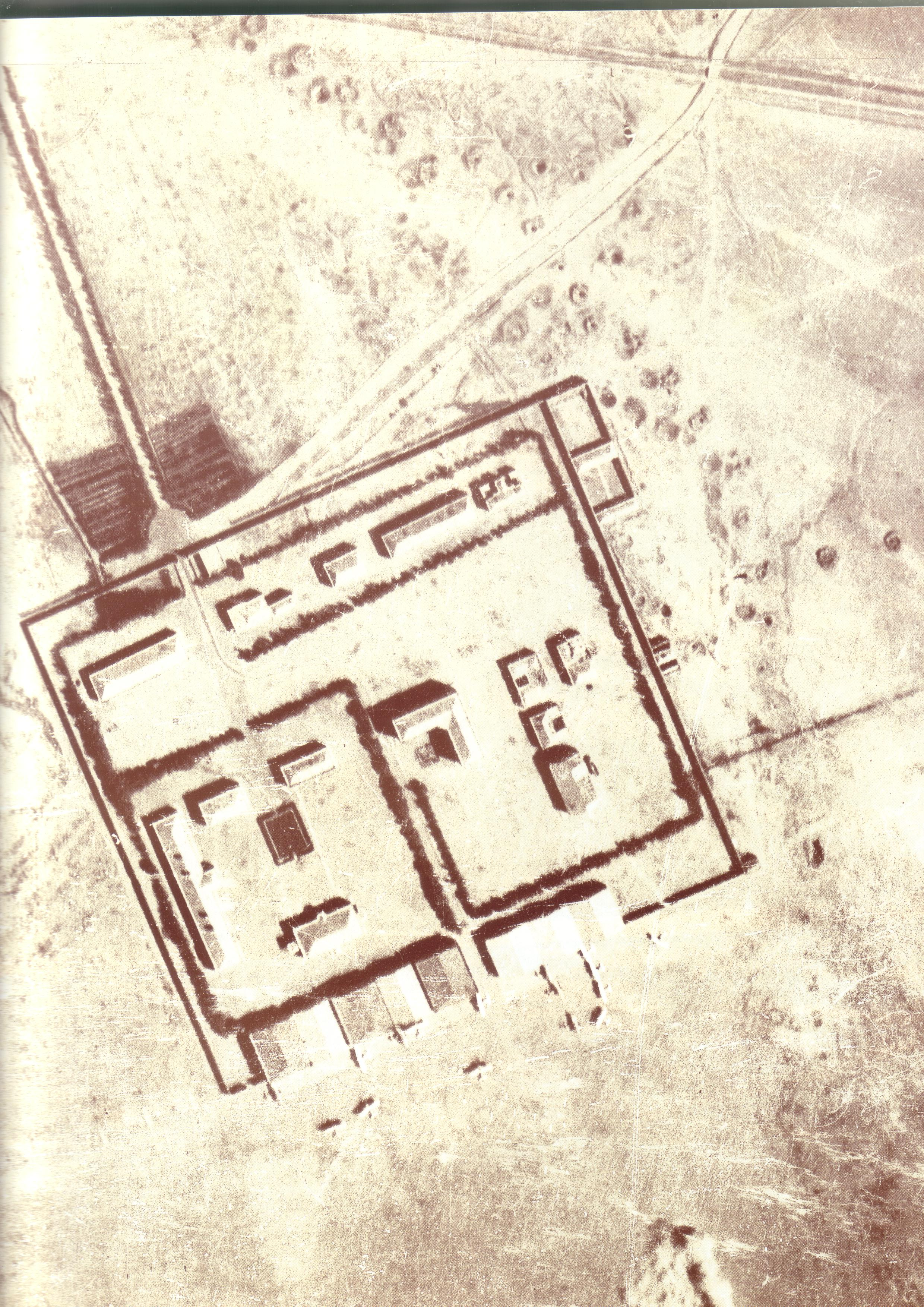
فرودگاه قلعه مرغی ۱۳۲۲
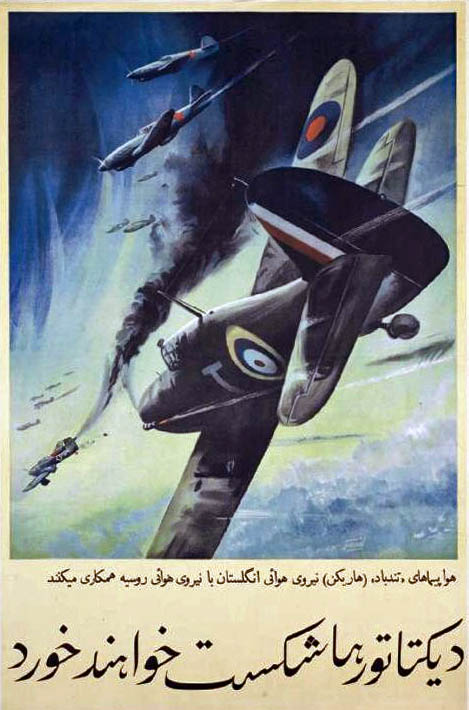
تبلیغات انگلیسی‌ها علیه هیتلر
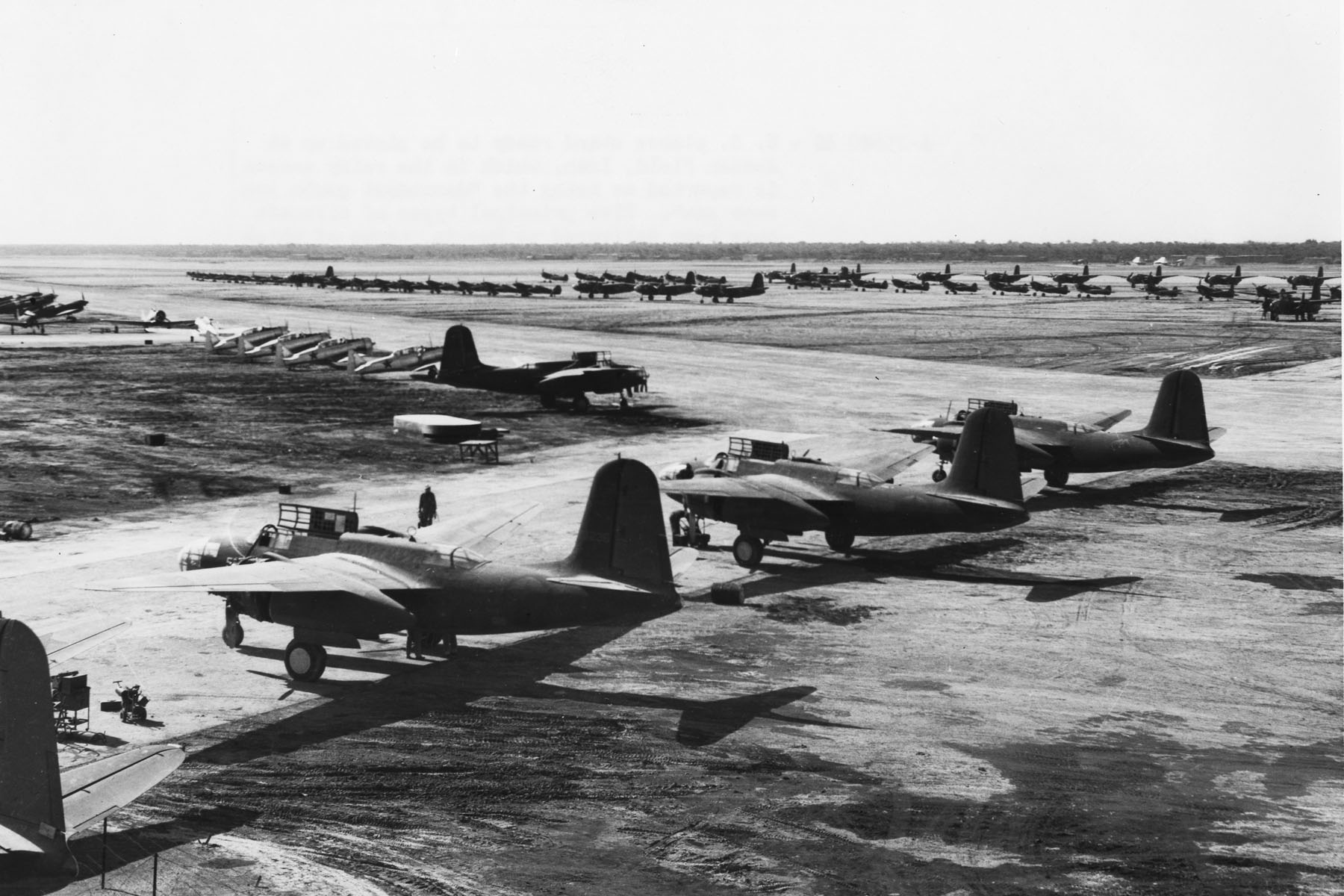
هواپیماهای آمریکا در فرودگاه آبادان آماده تحویل به شوروی